# Esiroğlu, Maçka
Esiroğlu là một thị trấn thuộc huyện Maçka, tỉnh Trabzon, Thổ Nhĩ Kỳ. Dân số thời điểm năm 2011 là 3.773 người.